# Kecamatan Pagai Utara
Kecamatan Pagai Utara är ett distrikt i Indonesien.   Det ligger i provinsen Sumatera Barat, i den västra delen av landet, 800 km nordväst om huvudstaden Jakarta. Kecamatan Pagai Utara ligger på ön Pulau Pagai Selatan.